# Die 3 Friseure
Die 3 Friseure sind eine Musikkabarett-Formation aus Österreich. Das Trio wurde 1998 zunächst als ernstgemeinte Straßenmusikkapelle in Wien gegründet und besteht seither aus Dr. Love (Stefan Beer), Mc Katz (Daniel Amann) und Barbasacco (Bernhard Widerin). Mittlerweile zählen textliche und musikalische Improvisationen sowie winkende Maneki Nekos zu den wichtigsten Bestandteilen ihrer Liveauftritte. Die 3 Friseure bezeichnen ihren Stil als „Selbstunterhaltungsband“ bzw. als „Musik-Trash-Kabarett“. Namensgebend für das Trio war ein Plakat der Formation Die drei Tenöre. Ihr Musikvideos, zum Beispiel die Titel „Parikmaher“ und „Ruki Vverh“, erfreuen sich vor allem im russischen Sprachraum großer Beliebtheit auf Youtube.
Ihr erstes abendfüllendes Kabarettprogramm hieß Superhorror und feierte im Jahr 2007 im Theater am Saumarkt in Feldkirch Premiere. We are the world ist der Titel ihres zweiten 3 Friseure Programms. Hier präsentiert sich das Trio als dysfunktionale Band, deren zerstrittenen Mitglieder rein wegen des Geldes noch ein zweites Programm präsentieren. We are the world  wurde im Februar 2011 in der Kulturwerkstatt Kammgarn in Hard erstmals aufgeführt. Das dritte Programm der drei Friseure erhielt den Titel Hut ab und wurde 2015 im Theater am Saumarkt in Feldkirch erstmals öffentlich gespielt. Hut ab thematisiert das Alter der Akteure und ihren Kampf um ihre Position im Musikgeschäft.
Im April 2018 spielen die 3 Friseure erstmals das vierte Programm mit dem Titel Jetzt mit lustig!  Hierbei tritt erstmal das Management der Friseure in Aktion, die die drei Protagonisten zu political correctness, unkritischeren Liedern und eben mehr Humor inklusive Witzen verdonnern möchte.
Ab März 2022 ist das Trio mit dem Programm Working class heroes zurück auf der Bühne, welches sich in gewohnt überspitzter Darbietung und gemischt mit großartiger Satire mit den Helden der Arbeiterschicht solidarisiert.

## Auszeichnungen
- 2007: Bierstindl-Kleinkunströhre
- 2008: Freistädter Frischling (Publikumspreis)
- 2008: Grazer Kleinkunstvogel (Publikums- und Jurypreis)